# Drahelčice
Obec Drahelčice se nachází v okrese Praha-západ, kraj Středočeský. Rozkládá se asi 19 km západně od centra Prahy, v těsné blízkosti Rudné na druhé straně dálnice D5. Žije zde přibližně 1 600 obyvatel.

## Historie
První písemná zmínka o obci pochází z roku 1115.

### Územněsprávní začlenění
Dějiny územněsprávního začleňování zahrnují období od roku 1850 do současnosti. V chronologickém přehledu je uvedena územně administrativní příslušnost obce (osady) v roce, kdy ke změně došlo:
- 1850 země česká, kraj Praha, politický okres Smíchov, soudní okres Unhošť[4]
- 1855 země česká, kraj Praha, soudní okres Unhošť
- 1868 země česká, politický okres Smíchov, soudní okres Unhošť
- 1893 země česká, politický okres Kladno, soudní okres Unhošť[5]
- 1939 země česká, Oberlandrat Kladno, politický okres Kladno, soudní okres Unhošť[6]
- 1942 země česká, Oberlandrat Praha, politický okres Kladno, soudní okres Unhošť[7]
- 1945 země česká, správní okres Kladno, soudní okres Unhošť[8]
- 1949 Pražský kraj, okres Praha-západ[9]
- 1960 Středočeský kraj, okres Beroun
- 1974 Středočeský kraj, okres Praha-západ[10]
- 2003 Středočeský kraj, obec s rozšířenou působností Černošice

## Obyvatelstvo

### Počet obyvatel
Počet obyvatel je uváděn za Drahelčice podle výsledků sčítání lidu včetně místních části, které k nim v konkrétní době patří. Je patrné, že stejně jako v jiných menších obcích Česka počet obyvatel v posledních letech roste. V celé drahelčícké aglomeraci nicméně žije necelých 2 tisíce obyvatel.
| 1869 | 1880 | 1890 | 1900 | 1910 | 1921 | 1930 | 1950 | 1961 | 1970 | 1980 | 1991 | 2001 | 2011 |
| ---- | ---- | ---- | ---- | ---- | ---- | ---- | ---- | ---- | ---- | ---- | ---- | ---- | ---- |
| 339  | 330  | 403  | 495  | 548  | 492  | 496  | 492  | 457  | 449  | 414  | 370  | 402  | 559  |

| 1869 | 1880 | 1890 | 1900 | 1910 | 1921 | 1930 | 1950 | 1961 | 1970 | 1980 | 1991 | 2001 | 2011 |
| ---- | ---- | ---- | ---- | ---- | ---- | ---- | ---- | ---- | ---- | ---- | ---- | ---- | ---- |
| 36   | 37   | 42   | 52   | 60   | 65   | 97   | 137  | 125  | 118  | 116  | 132  | 135  | 203  |

## Doprava
Dopravní síť
- Pozemní komunikace – Obcí prochází silnice II/101 v úseku Kladno - Unhošť - Drahelčice - Rudná - Zbraslav. Ve vzdálenosti 0,5 km vede dálnice D5 s exitem 5 (Rudná).

- Železnice – Železniční trať ani stanice na území obce nejsou. Nejblíže obci je železniční stanice Nučice ve vzdálenosti 2 km ležící na trati 173 z Prahy Smíchova a Rudné do Berouna.

Veřejná doprava 2011
- Autobusová doprava – V obci zastavovaly autobusové linky Pražské integrované dopravy č. 307 (100307) Praha,Zličín - Unhošť,náměstí (denně mnoho spojů) a Středočeské integrované dopravy č. A27 (220027) Kladno - Unhošť - Rudná (v pracovních dnech 3 páry spojů) (dopravce ČSAD MHD Kladno, a. s.).

## Další fotografie

Obecní úřad ve středu obce
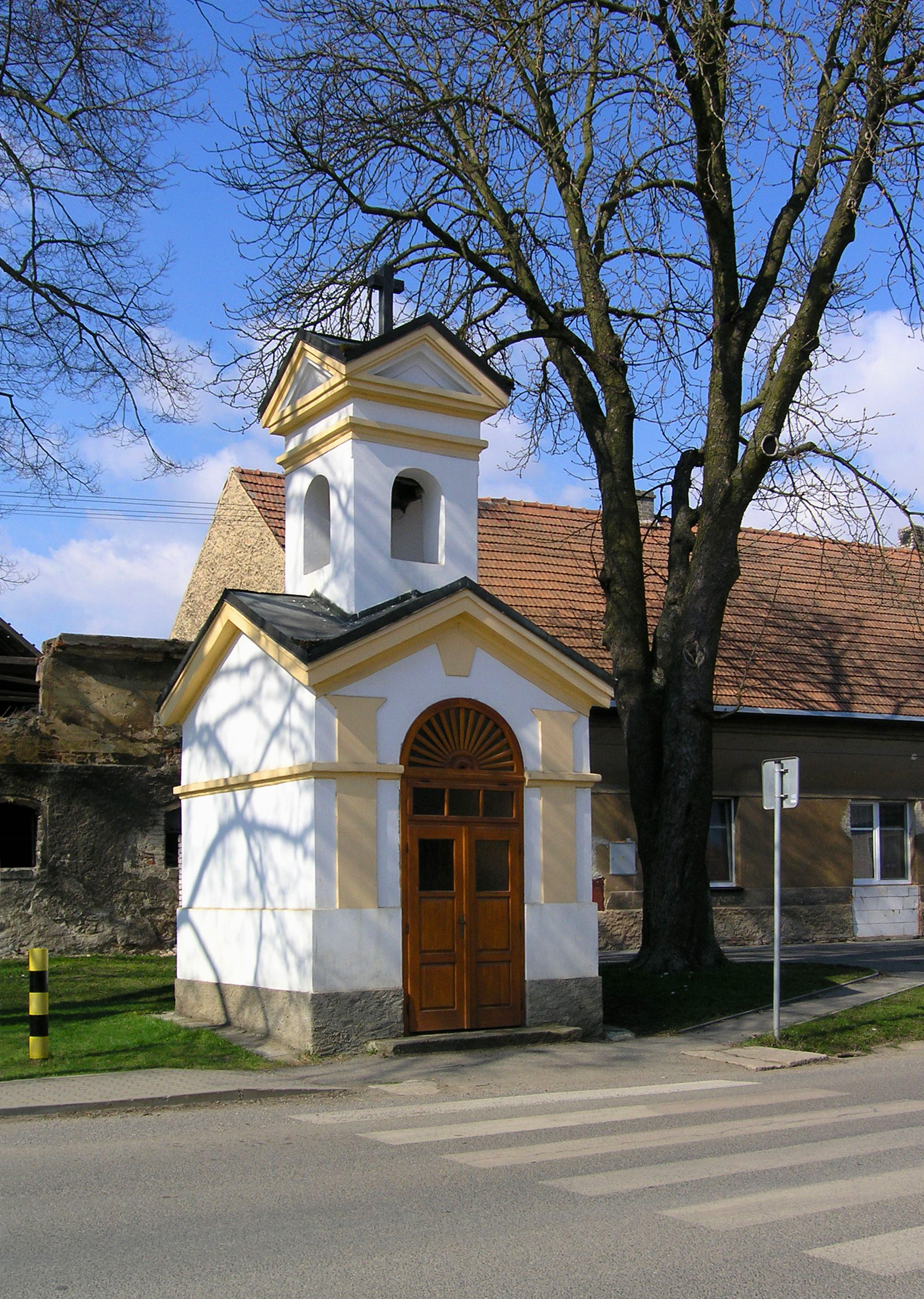
Kaplička
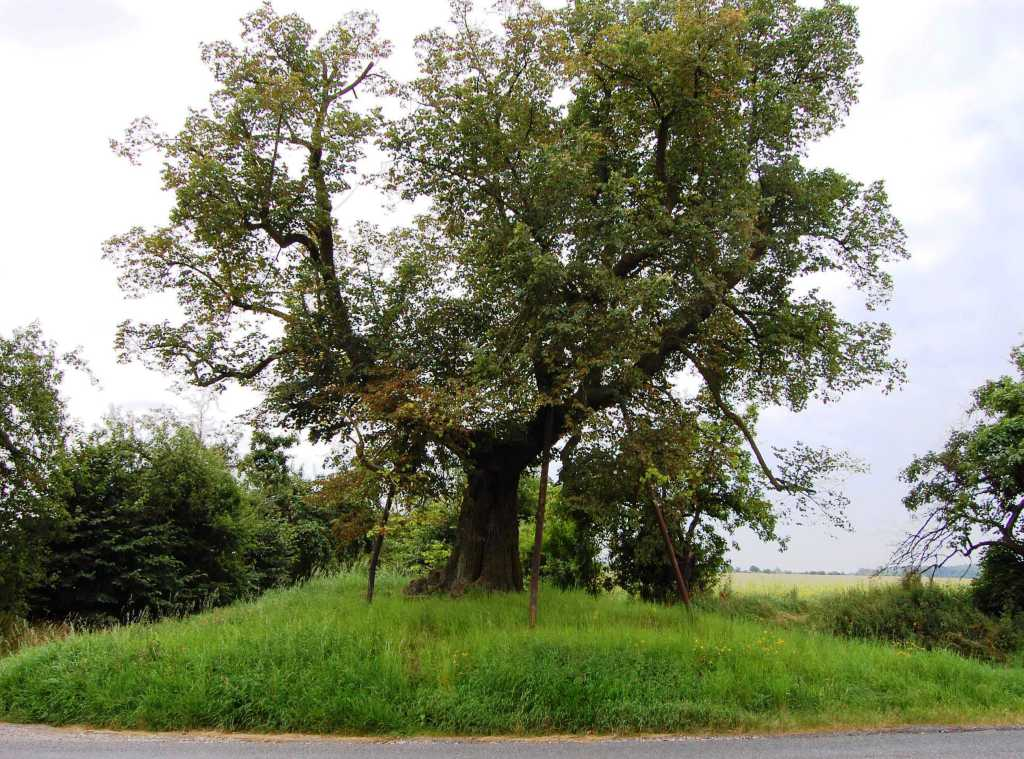
Stará lípa